# Ferdinando Gerra
Ferdinando Gerra (Torino, 9 febbraio 1901 – Roma, 3 ottobre 1979) è stato un bibliografo, saggista e attore italiano.

## Biografia
Laureato ingegnere, dal 1954 al 1967 fu attore cinematografico nella parte di caratterista o generico con registi di primo piano (Luchino Visconti, Vittorio De Sica). Abitò in piazza Carracci 1, nello stesso edificio in cui visse Ugo Spirito. Di professione libraio antiquario, tenne una libreria-bottega in piazza Barberini, poi in via del Babuino, infine in via di Propaganda Fide. Ai suoi interessi di bibliofilo si collega il lavoro che gli diede autorità di dannunzista che ebbe inizio nel 1936 con una raccolta di documenti vari sull'impresa di Fiume: Fiume dannunziana. La raccolta fu acquisita dal Museo del Risorgimento; una collezione analoga, da lui ricostituita con altri documenti fra cui i francobolli dello Stato Libero di Fiume, andò alla Biblioteca Nazionale Centrale di Roma. Nel 1937 inaugurò sul Meridiano di Roma una rubrica in cui pubblicò in fac-simile, con relativa trascrizione, autografi letterari e storici, accompagnati da brevi cenni biografici.
A partire da Fiume dannunziana, uscì nel 1966 il volume L'impresa di Fiume, ricco di documenti ma tendente all'agiografico, che Renzo De Felice affermò costituire «sul piano della ricostruzione dei fatti un punto fermo destinato a rimanere tale per molto tempo», una prima tappa per ulteriori approfondimenti e ricerche. Nel 1974 il libro uscì in edizione accresciuta, in due volumi. Quale esperto della vicenda di Fiume, il 4 ottobre 1968, fu chiamato a partecipare, insieme a Diego Valeri, Paolo Alatri e De Felice, alla puntata della trasmissione televisiva di «Teatro inchiesta» che seguì alla proiezione dello sceneggiato L'impresa di Fiume.
Nel 1966, l'antologia ricciardiana di D'Annunzio accostò il nome di Gerra a quello di Mario Praz; Gerra, la cui «curiosità biobibliografica — scrisse Praz — era universalmente riconosciuta», si occupò di redigere le note bio-bibliografiche premesse al libro antologico e a ogni opera selezionata.
L'interesse per D'Annunzio, egli cominciò a manifestarlo da bibliofilo; ma esso nasceva da un'intuizione: Gerra vedeva D'Annunzio, volto a compiere esperienze molteplici, come un esempio di grande scrittore capace di dedicarsi a imprese di vario genere, militari e politiche, atte a «potenziare e coronare ciò che di più sano le sue pagine avevano affermato».
Di un bibliofilo nutrito a fondo di cultura letteraria è il volume Gabriele d'Annunzio e l'Indice dei libri proibiti, pubblicato nel 1958, presso l'editore Pinto di Roma, in una collana dedicata all'opera dannunziana. Precedendo di otto anni la prima edizione dell'opera capitale sull'impresa di Fiume, questo volume segnò il primo ingresso di Gerra nella bibliografia dannunziana, con una tale ricchezza di dati e di precisazioni da anticipare i caratteri de L'impresa di Fiume.
Gli organi ai quali egli collaborò più spesso furono  L'Urbe, Il Messaggero e Il Tempo. Sul primo sono da ricordare il saggio sull'edizione originale del Pro Anima, una raccolta di dieci sonetti, pubblicata nel 1888 per Barbara Leoni, l'articolo sulle dediche autografe al Re durante la guerra, quello sulla venuta a Roma dell'asso dell'aviazione Guido Keller per scongiurare il trattato fra il governo italiano e quello jugoslavo, il saggio sopra un messaggio di guerra di D'Annunzio e il fonte battesimale vaticano; sul secondo sono da ricordare le critiche al biografo francese Philippe Jullian, l'articolo sul mancato accordo fra D'Annunzio e Puccini che doveva ricevere dal poeta un libretto, l'articolo su un libro che durante il soggiorno napoletano D'Annunzio ebbe intenzione di scrivere, dopo aver trascorso alcuni giorni a Palermo, sulle bellezze della Sicilia. 
Pur non trascurando nessuno dei vari aspetti della vita e dell'opera di D'Annunzio, egli moltiplicò le notizie su D'Annunzio in guerra: il poeta soldato fu il centro dei suoi interessi. 
Gerra si distinse anche come evocatore di eventi dell'età napoleonica: ne è testimonianza un articolo per la Strenna dei Romanisti del 1965 sulle reazioni che suscitò l'avvento di Napoleone, cui va aggiunto un altro articolo sulla rivista Palatino (1961) su i disegni di Bartolomeo Pinelli e i versi di Belli; altro punto di riferimento di D'Annunzio, come Gerra dimostra nel volume sulla morte del generale Duphot e la Repubblica Romana. Lungo la medesima traccia, in Dialoghi del 1963, pubblicò un contributo su Garibaldi, divulgando un foglietto autografo con cui il generale dava notizia al comitato di Bagheria della sua discesa su Palermo e impartiva importanti istruzioni. 
A testimonianza dell'attività di Gerra, il catalogo della Libreria Antiquaria Pregliasco di Torino, stampato nel 1972, reca nelle sue 624 schede la traccia assidua delle sue cure. Benché avesse certi limiti (scarsa conoscenza di lingue classiche e straniere, salvo il francese), Gerra ha lasciato opere seminali, cioè frutto di ricerche originali e non destinate a venir superate. Al termine della sua vita, affrontò la figura di Giuseppe Vannicola, che aveva già catalizzato da tempo la sua attenzione, attraverso cui ripercorse la tormentosa vicenda del decadentismo, entro cui tutta l'esperienza poetica di D'Annunzio si era dispiegata.

## Filmografia

### Attore
- Il tetto (1956) di Vittorio De Sica
- Il momento più bello (1957) di Luciano Emmer
- Le notti bianche (1957) di Luchino Visconti
- La sfida (1958) di Francesco Rosi
- A cavallo della tigre (1961) di Luigi Comencini
- Omicron (1963) di Ugo Gregoretti
- La visita (1963) di Antonio Pietrangeli

## Opere
(elenco parziale)
- Gabriele d'Annunzio e l'indice dei libri proibiti : da Leone 13. a Pio 11. : con un messaggio del Poeta in facsimile di autografo, Roma, Ugo Pinto, 1958.
- Er morto de campagna dal Sommaruga alla subalpina editrice, Roma, Fratelli Palombi, 1958.
- Pascarella e Salvatore Di Giacomo : dalla tragica serenata Ar vicoletto der rampino al delitto nel carcere napoletano di San Francesco, Roma, Fratelli Palombi, 1958.
- Un'ala fiumana nel cielo di Roma, Roma, Fratelli Palombi, 1960.
- Per il "Re di Roma" l'elmo di Cesare ed il "brando" di Traiano, Roma, Staderini, 1965.
- L'impresa di Fiume nelle parole e nell'azione di Gabriele D'Annunzio, prefazione di Alberto Maria Ghisalberti, Milano, Longanesi, 1966.
- Gabriele D'Annunzio, Poesie, teatro, prose, a cura di Mario Praz e Ferdinando Gerra, Milano-Napoli, Ricciardi, 1966.
- La morte del generale Duphot e la Repubblica Romana del 1798-'99 : con documenti inediti, Roma, Edizioni Palatino, 1967.
- L'impresa di Fiume: Fiume d'Italia, prefazione di Alberto M. Ghisalberti, con tre cartine, 2ª ed., Milano, Longanesi, 1974.
- L'impresa di Fiume: La reggenza italiana del Carnaro, con quattro cartine e facsimili vari, 2ª ed., Milano, Longanesi, 1975.
- Musica, letteratura e mistica nel dramma di vita di Giuseppe Vannicola (1876-1915) : la Revue du Nord e la rivista Prose, Roma, Bardi, 1978.